# 加納秀夫
加納 秀夫（かのう ひでお、1911年3月9日 - 2003年9月2日）は、日本の英文学者、翻訳家。

## 経歴
1911年、広島県で生まれた。東京帝国大学文学部英文科で学び、1934年に卒業。
戦後、東京大学教養学部助教授に就いた。1953年、東京都立大学教授に転じ、のち青山学院大学教授。

## 研究内容・業績
専門は英文学で、ワーズワースなどのロマン派詩人からエリオット、イエーツなどの現代詩人を研究テーマとした。

## 著作
著書
- 『憂鬱と狂信』新月社 1948
- 『イギリス浪漫派詩人』研究社 1951
- 『ワーヅワス』研究社出版(新英米文学評伝叢書) 1955
- 『不安の現代英文学』南雲堂(不死鳥選書) 1956
- 『危機と想像』研究社選書 1958
- 『英詩と近代的ヒューマニズム』研究社(新英米文学語学講座) 1959
- 『英国ロマン派の詩と想像力』大修館書店 1978

共編著
- 『現代英米文学人名辞典』編、研究社(レファレンス・ブックス) 1961

訳書
- 『英国の印象』R・W・エマソン著、新月社(英米名著叢書) 1948
- 『ジプシーの児 / 冬の夢』ロザモンド・レイマン（英語版）著、南雲堂(英米短篇小説選集) 1957
- 『金蠅』エドマンド・クリスピン、早川書房(世界探偵小説全集) 1957
  - 再版 ハヤカワ・ポケット・ミステリ 1998
- 『くもの巣』ニコラス・ブレイク著、早川書房(世界探偵小説全集 1958
- 『活火山の下』マルカム・ラウリー著、白水社 1966
- 『見よ、旅人よ』(世界名詩集 4) オーデン著、平凡社 1968
- 『ワーズワス詩集』(世界詩人全集 4) ワーズワス、新潮社 1969
- 『オーデン』(筑摩世界文学大系 71) オーデン著、筑摩書房 1975

記念論集
- 『ロマン派文学とその後 加納秀夫教授退任記念論文集』（篠田一士ほか編、研究社出版） 1980

## 参考
- 早乙女忠2005「特別寄稿 矢野禾積先生と加納秀夫先生」『メトロポリタン』50号, 東京都立大学・首都大学東京英文学会, 3-8頁.
- 日本人名大辞典